# Howard Lutnick
Howard William Lutnick (Long Island, New York, 1961. július 14. –) amerikai üzletember, 2025 óta az Egyesült Államok kereskedelmi minisztere.
Lutnick egy történelemprofesszor és egy festő gyermekeként született Long Islanden. A Haverfordi Főiskola tanulója volt, 1983-ban végzett közgazdasági diplomával. Egyetemi évei után a Noonan, Astley & Pierce munkatársa lett, ahol szárnya alá vette B. Gerald Cantor, a Cantor Fitzgerald alapítója. Másfél éven belül a Cantornál már igazgatói pozíciót töltött be, 1990-re hivatalosan is Cantror utódja lett az alapító halálának esetében. Az utódlási harcok Cantor családja és Lutnick között már Cantor 1996-os halála előtt megkezdődtek, amelynek végén Lutnick lett a cég vezetője, at alapító családja pedig kisebb részvényeket tarthatott meg. A Cantor Fitzgerald irodái a Világkereskedelmi Központban voltak, amelyet 2001. szeptember 11-én terrortámadás ért. A támadásban a Cantor elveszítette 658 munkatársát. Aznap Lutnick is az irodában tervezett lenni, de nem ért be időben, míg testvére, Gary, nem élte túl a támadást. 2025-ös lemondása után fiait, Brandont és Kyle-t nevezte utódjának.
Az amerikai politikában a 2010-es évek közepében játszott szerepet, eleinte demokrata volt, majd később republikánusként regisztrált. 2016-ban Hillary Clinton és Kamala Harris kampányait is támogatta. 2019-ben rendezett adománygyűjtő eseményeket Donald Trumpnak. Ezt az aktivitását folytatta Trump 2024-es kampánya során is, az év szeptemberéig több, mint 11 millió dollárt juttatott a jelöltnek. A 2024-es választás után Lutnick és Scott Bessent lettek Trump fő jelöltjei a pénzügyminiszteri posztra, Lutnick kiválasztását támogatta a megválasztott elnök egyik fő tanácsadója, Elon Musk is. A jelölt végül Bessent lett, Lutnick a kereskedelmi miniszteri posztot kapta meg. Jelöltségét 2025. február 18-án hagyta jóvá a Szenátus, három nappal később iktatták be.